# Phyllostegia tahitensis
Phyllostegia tahitensis là một loài thực vật có hoa trong họ Hoa môi. Loài này được Nadeaud miêu tả khoa học đầu tiên năm 1873.